# Papyrus 117
Papyrus 117 (nach Gregory-Aland mit Sigel {\displaystyle {\mathfrak {P}}}117 bezeichnet) ist eine frühe griechische Abschrift des Neuen Testaments. Dieses Papyrusmanuskript enthält Teile des 2. Korintherbriefes. Der verbleibende Text besteht nur aus schlecht erhaltenen Fragmenten und umfasst die Verse 7,6–8; 9–11. Mittels Paläographie wurde es vom INTF auf das 4. oder 5. Jahrhundert datiert.
Das Manuskript wird in der Universitätsbibliothek der Universität Hamburg unter der Signatur Inv. NS 1002 aufbewahrt.